# Liste des députés européens du Danemark de la 9e législature

Cet article présente la liste des députés européens du Danemark élus lors des élections européennes de 2019 au Danemark.

## Députés européens élus en 2019
| Nom                     | Parti | Parti                        | Groupe parlementaire européen |
| ----------------------- | ----- | ---------------------------- | ----------------------------- |
| Morten Løkkegaard       |       | Venstre                      | RE                            |
| Søren Gade              |       | Venstre                      | RE                            |
| Asger Christensen       |       | Venstre                      | RE                            |
| Linea Søgaard-Lidell    |       | Venstre                      | RE                            |
| Marianne Vind           |       | Social-démocratie            | S&D                           |
| Christel Schaldemose    |       | Social-démocratie            | S&D                           |
| Niels Fuglsang          |       | Social-démocratie            | S&D                           |
| Margrete Auken          |       | Parti populaire socialiste   | Verts/ALE                     |
| Kira Marie Peter-Hansen |       | Parti populaire socialiste   | Verts/ALE                     |
| Morten Helveg Petersen  |       | Parti social-libéral danois  | RE                            |
| Karen Melchior          |       | Parti social-libéral danois  | RE                            |
| Peter Kofod Poulsen     |       | Parti populaire danois       | ID                            |
| Pernille Weiss          |       | Parti populaire conservateur | PPE                           |
| Nikolaj Villumsen       |       | Liste de l'unité             | GUE/NGL                       |

## Entrants et sortants
| Entrant                  | Parti                  | Groupe | En remplacement de   | Date             | Motif                                |
| ------------------------ | ---------------------- | ------ | -------------------- | ---------------- | ------------------------------------ |
| Linea Søgaard-Lidell     | Venstre                | RE     | Siège vacant         | 1er février 2020 | Redistribution des sièges du Brexit. |
| Marianne Vind            | Social-démocratie      | S&D    | Jeppe Kofod          | 2 juillet 2019   | Membre du gouvernement danois.       |
| Bergur Løkke Rasmussen   | Venstre                | RE     | Linea Søgaard-Lidell | 22 novembre 2022 | Élection au Folketing.               |
| Erik Poulsen             | Venstre                | RE     | Søren Gade           | 22 novembre 2022 | Élection au Folketing.               |
| Anders Primdahl Vistisen | Parti populaire danois | ID     | Peter Kofod Poulsen  | 22 novembre 2022 | Élection au Folketing.               |

## Changement d'affiliation
| Membre | Parti  | Parti   | Groupe | Groupe  | Date |
| Membre | Ancien | Nouveau | Ancien | Nouveau | Date |
| ------ | ------ | ------- | ------ | ------- | ---- |